# Sint-Jacobskerk (Antwerpen)

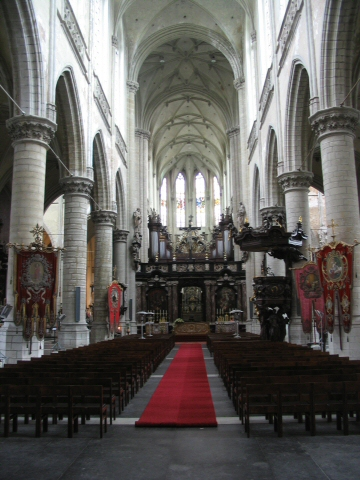
Interieur van de Sint-Jacobskerk

De Sint-Jacobskerk is een kerk in Antwerpen aan de Sint-Jacobsstraat in de Universiteitsbuurt. Zij is bekend voor de grafkapel van de kunstschilder Peter Paul Rubens.

## Geschiedenis
Deze kerk is gebouwd tussen 1491 en 1656, in de stijl van de Brabantse gotiek en toegewijd aan de apostel Sint-Jacobus de Meerdere. De zuider- en westerportalen vertonen Renaissance-invloed en -versiering. 
De Sint-Jacobskerk is ontworpen door architecten Herman de Waghemakere, zijn zonen Domien de Waghemakere en Herman de Waghemakere de jonge, en Rombout Keldermans, een lid van het Mechelse architectengeslacht Keldermans. Met de bouw van de toren werd begonnen omstreeks 1491; de kerk werd echter slechts gedeeltelijk gerealiseerd. In tegenstelling tot wat soms wordt beweerd, was het nooit de bedoeling om een grotere kerk te bouwen dan de Onze-Lievevrouwekerk, wat kan worden afgeleid uit de breedte: het werd een vijfbeukige kerk, terwijl de hoofdkerk zevenbeukig is. De toren moest 150 m hoog worden en daarmee de hoogte van de toren van de kathedraal van Straatsburg (142 m) overtreffen. Slechts een derde hiervan werd gerealiseerd. Hoe hoog de toren van de Onze-Lieve-Vrouwekathedraal zou worden, was toen nog niet duidelijk.
Aan de zijingang van de kerk bevindt zich een herdenkingspaneel dat verwijst naar het verblijf van Ignatius van Loyola in de stad Antwerpen tijdens zijn opleiding. De kerk bood onderdak aan altaren van een aantal kleinere ambachten, gilden en broederschappen. Tijdens de Franse Revolutie werd het interieur ongemoeid gelaten door de berekende beslissing van pastoor Mortelmans die de eed van haat tegen het koningschap aflegde. De Sint-Jacobskerk kan dan ook terecht beschouwd worden als de enige Antwerpse kerk met een ongeschonden interieur, representatief voor de 17e en 18e eeuw. Als gevolg van de bombardementen in 1944 verloor de kerk de meeste van haar gebrandschilderde ramen.
De kerk is de thuishaven van de Vlaamse Werkgroep voor Hedendaagse Latijnse Liturgie (tak van de in Nederland gevestigde Vereniging voor Latijnse Liturgie), lange tijd onder leiding van Mgr. Luc De Maere. Nu is Luc De Maere opgevolgd door Pierre François, priester van het Opus Dei. François werd ook benoemd tot parochievicaris van Sint-Jacob. Opus Dei is dus aanwezig in deze parochie. Sinds 1 juli 2012 is de Postelse norbertijn Bruno Aerts de pastoor van deze parochie.

## Restauratie
De meest recente werken aan het kerkgebouw dateren van het einde van de 20ste eeuw. In 1963 werd gestart met de restauratie van de buitenkant van de kerk onder leiding van architect Jos Gabriëls. Na zijn dood in 1979 nam architect Rutger Steenmeijer de werf over. Nadien volgde een grondig bouwhistorisch onderzoek en een uitgebreide bouwtechnische studie van het interieur van de kerk. Zo werd bij het onderzoek naar de afwerkingslagen veel muurschilderingen ontdekt. In de Sint-Rochuskapel is onder meer de enorme 16e-eeuwse muurschildering Het Laatste Oordeel blootgelegd.
Tussen 2012 en 2017 is in de kerk een klimaatbeheersingsinstallatie geplaatst en werd de verlichting en geluidsinstallatie ook volledig vernieuwd. Bovendien werden vijf gebrandschilderde ramen onderzocht, gerestaureerd en achter voorzetbeglazing geplaatst. 
In 2017 nam architect Stefanie Reyskens het project over en werd gestart met de opmaak van een beheersplan en de voorbereidingen voor een integrale restauratie van het kerkgebouw.
Op 1 oktober 2017 keurde het Agentschap Onroerend Erfgoed het beheersplan van de Sint-Jacobskerk met bijgebouwen goed. Door het beheersplan goed te keuren, gaat het agentschap akkoord met de vooropgestelde beheersmaatregelen (restauratie- en onderhoudswerken) over een tijdspanne van twintig jaar.
Op 23 maart 2018 ondertekende de Vlaamse overheid en de stad Antwerpen de meerjarenpremieovereenkomst. Voor de restauratie van de kerk wordt in totaal 16.750.000 euro uitgetrokken. Vlaanderen neemt een deel van dit budget op zich en kent een erfgoedpremie van 8.780.000 euro toe voor dit project. Dankzij deze subsidies kan de totaalrestauratie van de kerk in januari 2019 starten.
Bij de totaalrestauratie wordt zowel de buitenzijde als het interieur van de kerk onder handen genomen. De uitvoering verloopt in twee grote fasen. Eerst zijn de westzijde van de kerk (schip, zijbeuken en kapellen) en de westelijke bijgebouwen aan de beurt. Daarna beginnen de werken aan de oostzijde (transept, hoogkoor, kooromgang en kapellen) van het gebouw. De totaalrestauratie zal 10 jaar in beslag nemen.
Aan de buitenzijde worden eerst de daken gerestaureerd. Gelijktijdig vinden de nodige herstellingen aan de gevels plaats. De glasramen (m.u.v. deze die recent gerestaureerd werden) worden uitgenomen, gereinigd en van beschermbeglazing voorzien. Deze bevat een UV-werende folie die het zonlicht filtert en zo de uiterst waardevolle kunstwerken in de kerk beschermt tegen schadelijke UV-stralen. Bijkomend worden de glasramen niet langer blootgesteld aan weer en wind én verbetert het binnenklimaat in de kerk. 
Aan de binnenzijde worden de twee orgels en de klokken in hun oude glorie hersteld. Ook de vele beelden en het houten en stenen meubilair worden gerestaureerd en wordt het pleister- en schilderwerk terug hersteld. Een aantal oude muurschilderingen die momenteel overschilderd zijn met witte verf, worden blootgelegd.
De kerk blijft tijdens de volledige werfperiode gedeeltelijk toegankelijk voor kerkgangers en bezoekers. Het werfgedeelte wordt afgeschermd door een grote stofwand. Via een kijkruimte in deze wand kunnen bezoekers en kerkgangers de werfactiviteiten volgen. Meer info en beeldmateriaal over de restauratie is terug te vinden in de expo in de dwarsbeuk van de kerk. De stad Antwerpen heeft bovendien 5 wandelingen in de kerk met de Antwerp Museum app gelanceerd.
Door de restauratiewerken zijn een aantal belangrijke altaren en kunstwerken niet meer te bezichtigen. Daarom zal het indrukwekkende drieluik Het laatste oordeel of de Rockox-triptiek van de hand van Jan van Hemessen (Hemiksem, ca. 1500 – 1556/57) voor ongeveer vijf jaar te gast zijn in het museum Snijders&Rockoxhuis.
De Sint-Jacobskerk won de ErfgoedChallenge, waardoor er geld wordt vrijgemaakt voor de restauratie van Rubens' praalgraf vanaf 2022 tot 2024.

## Kunstwerken van deze kerk
De kerk bezit een aantal opmerkelijke kunstwerken zoals een schilderij als altaarstuk van de hand van Peter Paul Rubens en Jacob Jordaens met een aantal (vrijstaande) beeldhouwwerken en glasramen.

### Beeldhouwwerken

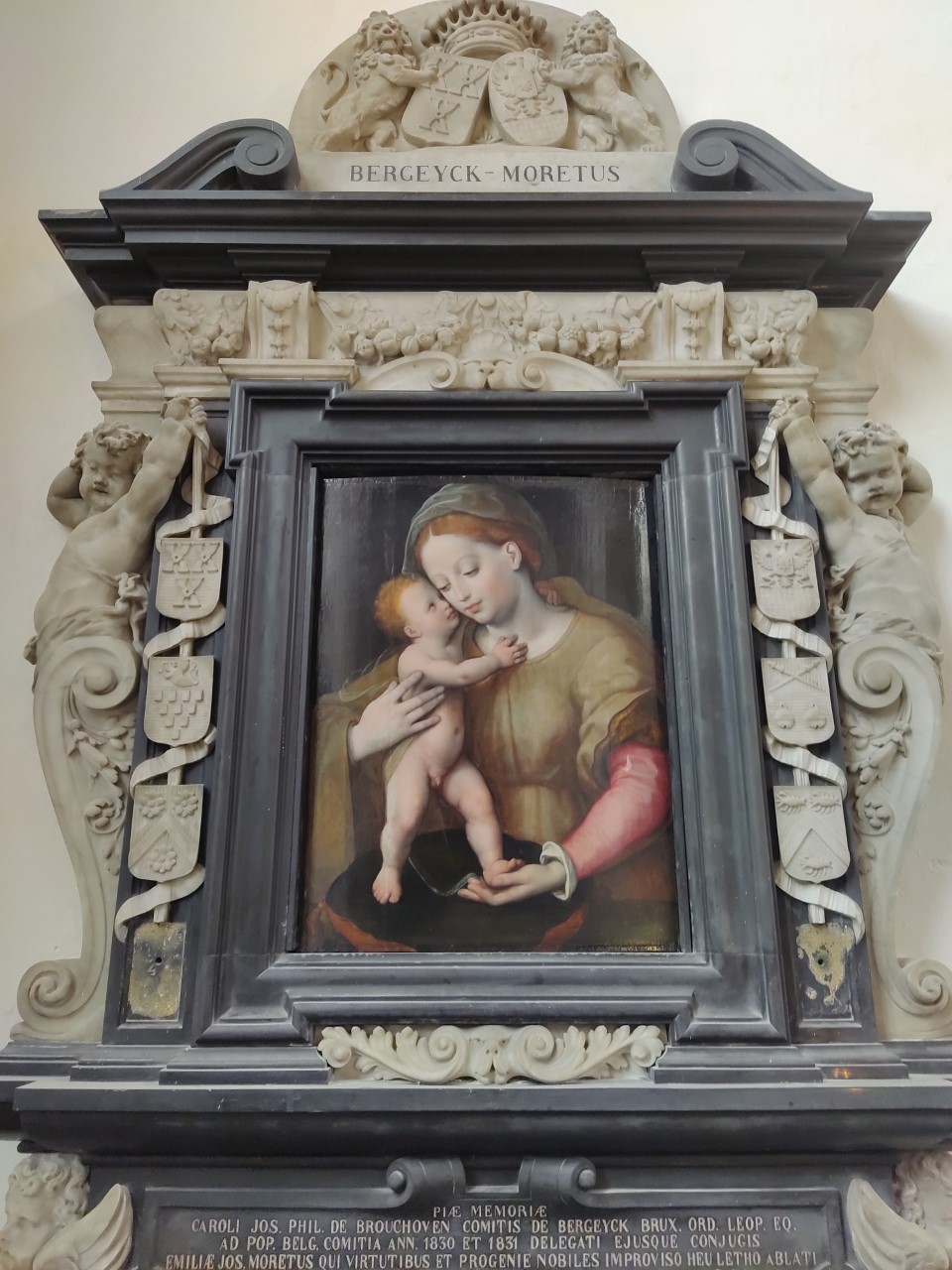
Epitaaf van Charles de Bergeyck-Moretus, met paneel van Cornelis Cleve

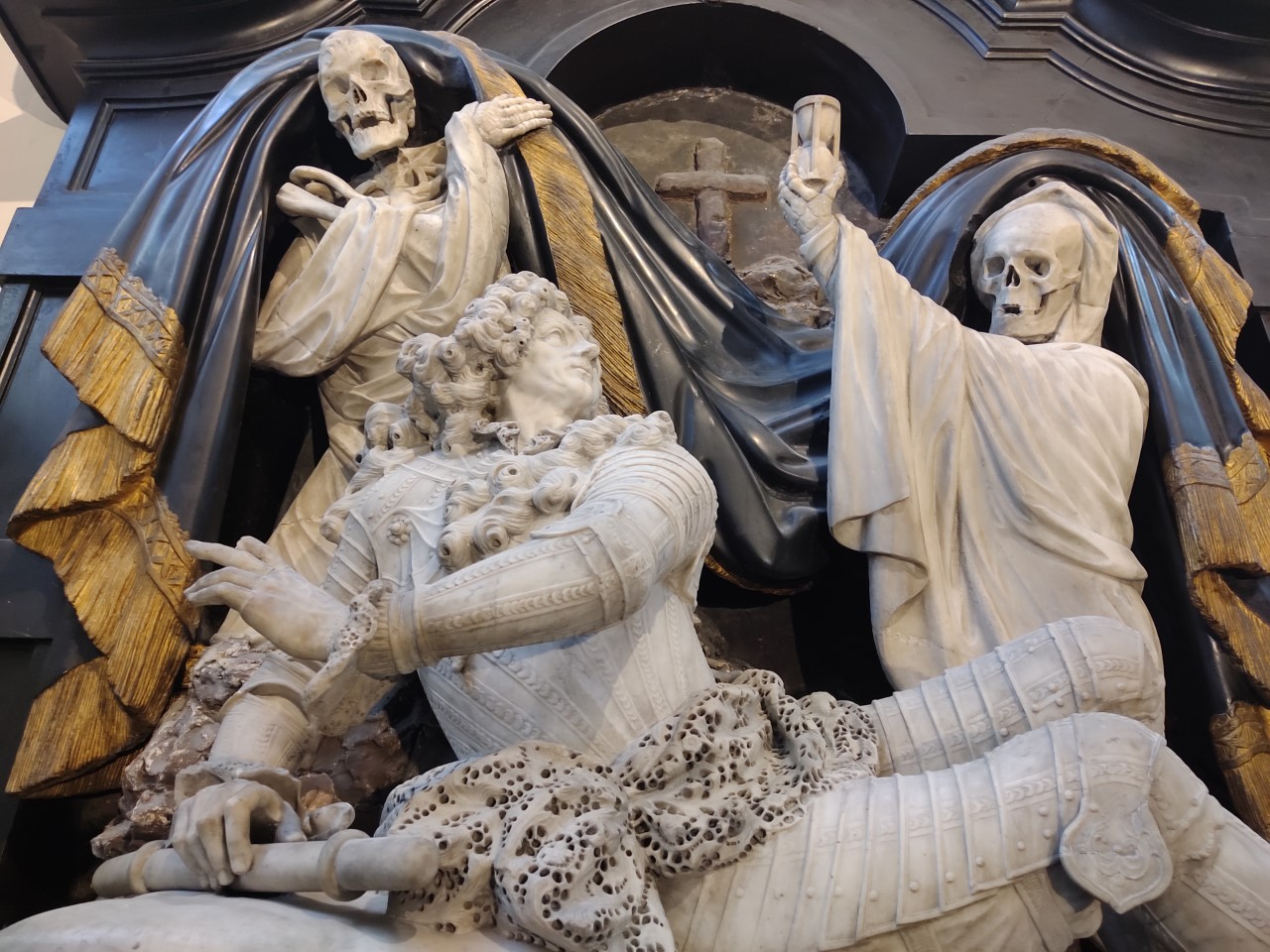
Praalgraf van Francisco Marcos de Velasco door Pieter Scheemaeckers

Het hoofdaltaar van de hand van Artus Quellinus de Jonge is toegwijd aan Sint-)Jacobus. Een troon waarop God zetelt staat onder een baldakijn in de vorm van een grote houten Sint-Jacobschelp. Het koorgestoelte is van Artus Quellinus de Jonge en zijn vader. Hierin kwam het kapittel samen dat de toenmalige collegiale kerk van 1656 tot 1802 bediende. De beeldenstormers vernielden in 1566 en 1581 een groot aantal gotische en vroegrenaissancistische kunstwerken. Na de calvinistische periode in Antwerpen werd de kerk opnieuw aan de katholieken gegeven. De barokperiode breidde het kunstpatrimonium opnieuw uit. Het is dat beeld van het kerkinterieur zoals wij het nu nog kunnen ervaren.
Verschillende beeldhouwwerken zijn van uitmuntende kwaliteit, waaronder het stenen praalgraf van Francisco Marcos de Velasco. 
Opmerkelijk zijn de 12 gereconstrueerde en gerestaureerde retabelpanelen van het Sint-Rochusaltaar uit 1517 die het leven van de Heilige Rochus vertellen. Zij hangen momenteel in de laatste kapel van de zuidbeuk naast de doopkapel. De pelgrim Rochus uit Montpellier, die in Italië pestzieken gaat verzorgen en circa 1337 zelf aan die ziekte sterft, werd ook in Antwerpen als ‘pestheilige’ vereerd. Uit 1504 dateert de eerste vermelding van een Sint-Rochusgilde in Sint-Jacob.

### Schilderijen
De kerk bezit een werk van Jacob Jordaens uit 1616 met als titel De roeping van de apostelen. Dit werk valt eveneens onder het topstukkendecreet. Het schilderij, in 1844 geschonken door een welgestelde burger, is door zijn horizontale vorm niet bedoeld als altaarstuk maar gemaakt als schouwstuk voor een privéwoning.
Tussen ongeveer 1500 en 1800 was de Sint-Jacobskerk de parochiekerk van bekende Antwerpse gefortuneerde burgers. Sommigen onder hen lieten een grafkapel bouwen in deze kerk. De vloer van de kerk is bekleed met 1300 grafplaten waaronder die van de schilders Jan Boeckhorst, Hendrick van Balen en Godfried Maes.

### Grafkapel van de familie Rubens
In de kooromgang van de kerk is het familiegraf van de barokschilder Peter Paul Rubens bewaard.

## Orgels

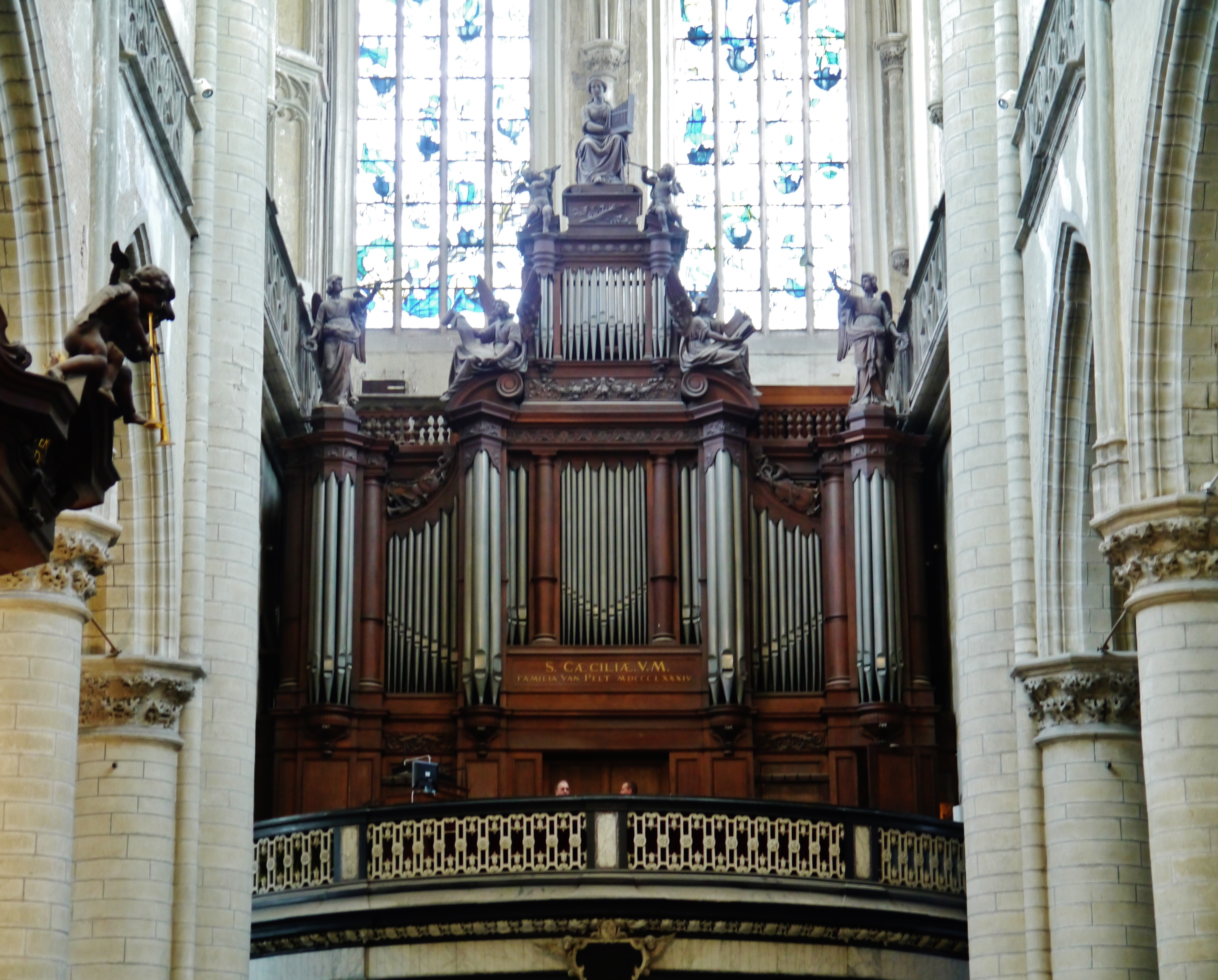
Groot orgel, 19e eeuw

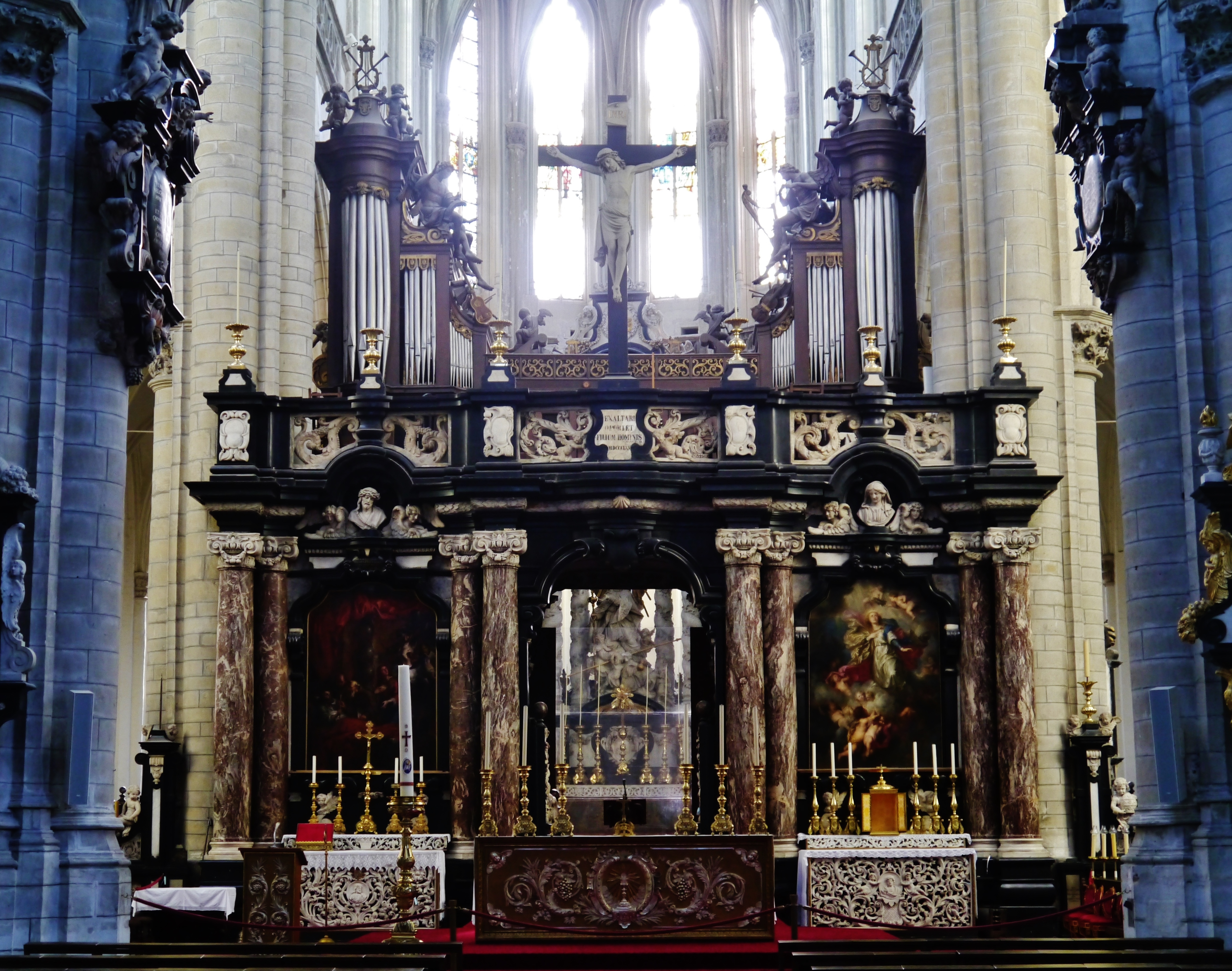
Koororgel, 18e eeuw

### Groot orgel
Achteraan de kerk staat een romantisch orgel met drie klavieren en pedaal, het werd gebouwd door Charles Anneessens in 1884.

### Koororgel
Boven het koor is een instrument gebouwd, met 2 klavieren door Jean-Baptiste Forceville, het is anno 2023 niet meer bespeelbaar en wacht op restauratie.

## De Sint-Jacobskerk en Santiago de Compostella
Zoals in tal van andere Europese steden vonden bedevaarders op weg naar het graf van Jacobus in Santiago de Compostella een onderkomen in Antwerpen. Vanaf 1431 gebeurde dat in een gasthuis buiten de toenmalige stadswallen. Toen de kapel in 1476 tot parochiekerk werd verheven, resulteerde dat 15 jaar later in de bouw van de huidige kerk.